# Transfariana – Ein Riesenmonster
Transfariana – Ein Riesenmonster ist ein kolumbianischer Film in dokumentarischer Form unter der Regie von Joris Lachaise aus dem Jahr 2023. Der Film feierte am 19. Februar 2023 auf der Berlinale seine Weltpremiere in der Sektion Panorama.

## Handlung
Im Hochsicherheitsgefängnis Cárcel Nacional Picota in Bogotás Bezirk Rafael Uribe verlieben sich eine ehemalige trans Sexarbeiterin und ein FARC-Rebell und heiraten. Zunächst ein Skandal, ist dieses Ereignis Ausgangspunkt einer nie dagewesenen öffentlichen Debatte und eines Bewusstseinswandels. Es kommt zu einer Allianz zwischen trans Aktivistinnen und Aktivisten und entwaffneten FARC-Kämpferinnen und -Kämpfern.
In einer Langzeitbeobachtung vermittelt der Film das Zusammenkommen der beiden als zwei Formen von Kampf, die sich durchdringen und dadurch wandeln. Die Kamera versucht, unauffällige Veränderungen einzufangen, die gesellschaftlichem Wandel in der Gefängniswelt, im Stadtleben Bogotás und im kolumbianischen Landleben vorausgehen.

## Produktion

### Filmstab
Regie führte Joris Lachaise.

### Produktion und Förderungen
Produziert wurde der Film von Line Peyron von der französischen Firma Mujo, Raphaële Dumas und Guillermo Quintero von der kolumbianischen Produktionsfirma Romeo. Finanzielle Unterstützung kam vom CNC (Centre National du Cinéma et de l’Image Animèe) und von der Région Sud (Provence-Alpes-Côte d’Azur).

### Dreharbeiten und Veröffentlichung
Die Dreharbeiten begannen schon 2016. Zunächst war ein Film von 180 Minuten Länge geplant, der in zwei Teile aufgeteilt werden können sollte; die Endfassung dauert 150 Minuten. Der Film feierte am 19. Februar 2023 auf der Berlinale seine Weltpremiere in der Sektion Panorama. Am 4. September 2023 wurde der Film in einer 100-minütigen Fassung auf Arte ausgestrahlt.

## Auszeichnungen und Nominierungen
- 2021: Visions du Réel: Work in Progress Award: Most promising project[2]
- 2023: Internationale Filmfestspiele Berlin